# Ван Остером, Йоп
Йоп ван Остером (нидерл. Joop van Oosterom, 12 декабря 1937, Хилверсюм — 22 октября 2016, Монако) — нидерландский шахматист, миллиардер. Один из организаторов Amber chess tournament.

## Биография
В 1955 году ван Остером победил на юношеском чемпионате в Нидерландах, а в 1960 на студенческом чемпионате среди студентов выиграл 7 из 13 партий. Однако, вместо того, чтобы всерьёз заняться шахматной карьерой, Йоп ван Остером основал в 1966 году компьютерную фирму Volmac и увлёкся бизнесом. С тех пор, как он продал компанию в 1988 году, ван Остером вошёл в десятку самых богатых голландцев.
В 1993 году ван Остером перенёс инсульт, однако сумел в 2003 году победить в чемпионате мира ИКЧФ и стать 18-м чемпионом мира. В 2005 году ему удалось повторно завоевать этот титул и стать 21-м чемпионом мира по шахматам по переписке.
В 2005 году достиг рейтинга ИКЧФ 2779, это второй по величине рейтинг ИКЧФ, выше был только у Андерссона (2821).